# Кенси (коммуна)
Кенси́ (фр. Quincy) — коммуна во Франции, находится в регионе Центр. Департамент — Шер. Входит в состав кантона Люри-сюр-Арнон. Округ коммуны — Вьерзон.
Код INSEE коммуны — 18190.

## География
Коммуна расположена приблизительно в 195 км к югу от Парижа, в 90 км южнее Орлеана, в 19 км к западу от Буржа.
По территории коммуны протекает река Шер.

## Население
Население коммуны на 2008 год составляло 833 человека.
| 1962 | 1968 | 1975 | 1982 | 1990 | 1999 | 2008 |
| ---- | ---- | ---- | ---- | ---- | ---- | ---- |
| 714  | 727  | 783  | 759  | 812  | 775  | 833  |

## Экономика

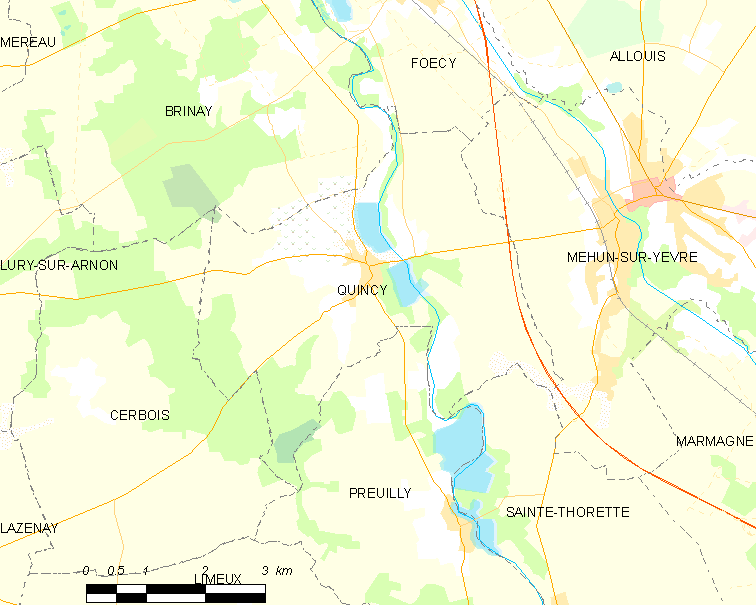
Карта коммуны

В 2007 году среди 535 человек в трудоспособном возрасте (15-64 лет) 380 были экономически активными, 155 — неактивными (показатель активности — 71,0 %, в 1999 году было 67,1 %). Из 380 активных работали 344 человека (199 мужчин и 145 женщин), безработных было 36 (18 мужчин и 18 женщин). Среди 155 неактивных 33 человека были учениками или студентами, 42 — пенсионерами, 80 были неактивными по другим причинам.

## Достопримечательности
- Замок Кенси[фр.] (XVII век). Исторический памятник с 1992 года[3]
- Церковь Сен-Жермен (XVIII век)